# The Preacher's Wife
The Preacher's Wife (bra: Um Anjo em Minha Vida; prt: Espírito do Desejo) é um filme estadunidense de 1996, do gênero comédia romântica, dirigido por Penny Marshall e estrelado por Denzel Washington, Whitney Houston, Courtney B. Vance e Lionel Richie fez sua estreia como ator no filme como dono do clube de jazz. Trata-se de um remake de The Bishop's Wife, de 1947, que por sua vez foi baseado no romance de mesmo nome de Robert Nathan.
O filme foi desenvolvido pela Mundy Lane Entertainment, de Denzel Washington. O roteiro foi escrito por Nat Mauldin e Allan Scott. Os créditos são dados a Robert E. Sherwood e Leonardo Bercovici pelo filme The Bishop's Wife, de 1947, e ao autor Robert Nathan (por seu romance The Bishop's Wife).
O papel de Julia foi escrito com Whitney Houston em mente, embora ela não tenha sido abordada para estrelar o filme ainda. Denzel Washington diz que ele primeiro considerou Julia Roberts para o papel, mas rapidamente se voltou para Whitney Houston. Houston admitiu que ela estava relutante em aceitar, sentindo que não poderia fazer justiça a um papel que exigia que ela fosse uma dona de casa desleixada. Somente depois de ler o roteiro uma segunda vez e ver paralelos entre sua própria vida e o papel de Julia, Houston aceitou. Houston recebeu US$10 milhões para aparecer no filme.
As filmagens começaram no início de janeiro de 1996. A Trinity United Methodist Church em Newark, New Jersey, serviu como a igreja da cidade de Biggs em Nova York. A produção alugou a igreja, e começou a renová-la em fevereiro de 1996. O interior foi pintado, o carpete novo colocado e as portas principais consertadas. A equipe de produção projetou um púlpito e trilhos de altar que refletiam mais precisamente o design das igrejas batistas. Após a filmagem, a igreja manteve o púlpito, e a equipe de produção trabalhou com arquitetos da Igreja Metodista Unida para projetar e instalar trilhos mais adequados ao estilo metodista. As filmagens ocorreram de 11 de março a 3 de abril, com cerca de um quarto dos membros da igreja contratados como figurantes. (A igreja usou as taxas de aluguel pagas pela produção para substituir sua caldeira e sistema HVAC).
A produção foi atormentada por mau tempo e acidentes. Houston mais tarde admitiu "em uma entrevista com Oprah Winfrey em 2010, [que] na época em que 'The Preacher's Wife' foi liberada, '(usar drogas) era algo comum". Conjuntos interiores foram construídos na Chelsea Piers, uma instalação de produção de filmes e televisão em Manhattan, Nova York. Tempestades de neve severas em Nova Jersey (onde cenas foram filmadas em Paterson) e Nova York (onde cenas foram filmadas em toda a cidade de Nova York) custaram vários dias de filmagem à produção. Mais tarde, o elenco e a equipe mudaram-se para Portland, Maine, para cenas que ocorrem em um rinque de patinação no gelo, mas o tempo quente demais aqueceu o gelo e forçou a produção a alugar máquinas para fazer neve. A produção foi filmada em várias áreas da cidade de Nova York, atingidas pelo crime, para obter autenticidade. Assaltos eram comuns na área, deixando o elenco e a equipe nervosos. Enquanto filmava exteriores e interiores em uma igreja e casa paroquial em Yonkers, Nova York, um prédio a um quarteirão ficaram em chamas e duas crianças morreram. Um membro da equipe correu uma escada da produção para o prédio em chamas e salvou a vida de uma criança de quatro anos de idade. Os acidentes também afetaram a produção. No fim de semana antes das filmagens começarem na igreja, um paroquiano idoso caiu, quebrou o quadril e morreu. No meio das filmagens, um membro da equipe foi fatalmente atingido por um carro. O cronograma de produção também foi comprometido depois que Houston se recusou a cantar no período da manhã.
As filmagens estavam agendadas para o final de fevereiro, mas a equipe ainda estava filmando no início de maio. Algumas cenas finais foram tiradas no café da Main Street em Tarrytown, Nova York. A rua inteira tinha que ser vestida para o Natal em neve falsa colocada ao longo da rua.

## Sinopse
O dedicado reverendo Henry Biggs (Courtney B. Vance) sente que seu casamento com Julia (Whitney Houston) atravessa uma crise, em virtude dele não ter muito tempo para a família, pois os problemas dos membros da sua igreja o deixam muito ocupado. Assim ele pede ajuda para Deus, que lhe manda Dudley (Denzel Washington), um anjo que acaba atraindo a atenção de Julia e criando novos problemas entre o casal. Além disto, um especulador imobiliário pretende demolir a igreja para construir um shopping center e uma área de lazer, trazendo ainda mais problemas para o Reverendo Biggs.

## Elenco
| Ator/Atriz                  | Personagem            |
| --------------------------- | --------------------- |
| Denzel Washington           | Dudley                |
| Whitney Houston             | Julia Biggs           |
| Courtney B. Vance           | Reverendo Henry Biggs |
| Gregory Hines               | Joe Hamilton          |
| Jenifer Lewis               | Margueritte Coleman   |
| Loretta Devine              | Beverly               |
| Justin Pierre Edmund        | Jeremiah Biggs        |
| Lionel Richie               | Bristole              |
| Paul Bates                  | Saul Jefferys         |
| Lex Monson                  | Osbert                |
| Darvel Davis, Jr.           | Hakim                 |
| William James Stiggers, Jr. | Billy Eldridge        |
| Marcella Lowery             | Anna Eldridge         |
| Cissy Houston               | Mrs. Havergal         |
| Aaron A. McConnaughey       | Teen                  |

## Recepção
Stephen Holden, escrevendo para o The New York Times, chamou o filme de "docemente edificante" e "uma atualização astutamente concebida", e elogiou a atriz Jenifer Lewis e a cena engraçada em que as crianças no concurso de Natal não se lembram de suas falas. Kevin Thomas, do Los Angeles Times, também achou o filme "caloroso, sentimental, divertido mas sério" e uma "reformulação inspirada" do original de 1947. Ele destacou a direção de Penny Marshall por ser "consistentemente sábia e judiciosa", e elogiou Jenifer Lewis e Loretta Devine. O crítico Roger Ebert deu ao filme 3 de 4 estrelas, mas foi um pouco equívoco em sua resenha, concluindo: "The Preacher's Wife é uma comédia doce e de bom coração sobre a temporada de férias. ... Este filme poderia ter feito mais, mas o que faz, faz você se sentir bem".
Duane Byrge, escrevendo para o The Hollywood Reporter, também sentiu o filme irregular. Embora ele achasse que era emocionante, ele escreveu que tinha uma "narrativa irregular" e achou que o filme tornava Washington e Houston tão bons personagens que era difícil entender por que o casamento dos Biggs deveria sobreviver. Com muita frequência, concluiu ele, o enredo parecia nada mais do que um meio de reunir espetaculares apresentações musicais de Houston e do coral gospel Georgia Mass Choir. Byrge descobriu que a direção de Penny Marshall era lenta às vezes, mas sentia que a diretora de elenco Paula Herold havia feito maravilhas. Ele destacou Courtney B. Vance como um marido atraente e pessimista, Jenifer Lewis como a sogra "atrevida", e Loretta Devine como a secretária defensiva e agressiva de Bigg, que acha que Dudley está lá para substituí-la. Marshall, Byrge disse, foi mais eficaz dirigindo esses personagens animados (e atores) do que as estrelas do filme.
Em contraste, Caren Weiner Campbell, escrevendo para a Entertainment Weekly, achou Denzel Washington sem brilho (embora as cenas de canto do evangelho fossem muito boas). Sua crítica mais forte foi dirigida ao roteiro. Ela achava que o roteiro tinha muitas subtramas, com a narrativa do personagem de Jeremiah "melosa" e faltando nos "milagres divertidos" do original. Ela também criticou a direção de Marshall por ser lenta e tediosa.

## Trilha sonora
A trilha sonora deste filme foi gravada quase toda pela cantora Whitney Houston que participa do filme.
- "I Believe In You And Me"
- "Step By Step"
- "Joy"
- "Hold On, Help Is On The Way"
- "I Go To The Rock"
- "I Love The Lord"
- "Somebody Bigger Than You And I"
- "You Were Loved"
- "My Heart Is Calling"
- "I Believe In You And Me" (Single Version)
- "Step By Step" (Remix)
- "Who Would Imagine A King"
- "He 'S All Over Me"
- "The Lord Is My Shepherd" - Cissy Houston
- "Joy To The World"

## Prêmios e indicações

### Prêmios
Image Awards
- Melhor atriz: Whitney Houston
- Melhor atriz coadjuvante: Loretta Devine

### Indicações
Oscar
- Melhor trilha sonora: Hans Zimmer - 1997